# Bill Shoemaker
William Lee Shoemaker, född 19 augusti 1931, död 12 oktober 2003, var en amerikansk jockey. Han innehöll världsrekordet för flest antal segrar som jockey i 29 år.

## Biografi
Shoemaker föddes i staden Fabens, Texas. Vid födseln vägde han endast 1,1 kilo och var så liten att han inte förväntades överleva natten. Hans ringa kroppsstorlek höll i sig och han blev så småningom 147 centimeter lång och vägde 41 kilo, vilket visade sig vara en tillgång som jockey i galoppsport.

### Karriär
Shoemaker började sin karriär som jockey i tonåren, och red sitt första professionella löp den 19 mars 1949. Han tog sin första seger en månad senare, den 20 april, ombord på Shafter V, på Golden Gate Fields i Albany, Kalifornien. 1951 vann han George Woolf Memorial Jockey Award. Trettio år senare vann han Eclipse Award for Outstanding Jockey i USA.
Shoemaker vann elva Triple Crown-löp under sin karriär, som sträckte sig över fyra olika decennier, men lyckades aldrig ta titeln Triple Crown.

#### Rekord
Då Shoemaker tog sin 6 033:e seger i september 1970 slog han jockeyn Johnny Longdens rekord över flest antal segrar. Under sin karriär tog Shoemaker totalt 8 833 segrar, ett rekord som slogs 1999 av Laffit Pincay Jr. 2022 innehas rekordet av Russell Baze.

#### Pensionering som jockey
Shoemaker pensionerade sig som jockey 1990, och blev då tränare med mindre framgångar. Han tränade hästar åt bland andra Allen Paulson och Burt Bacharach. Han fortsatte att träna hästar tills han gick i pension den 2 november 1997.
Shoemaker skrev även tre deckarböcker under sin tid som galopptränare, Stalking Horse (1994), Fire Horse (1995) och Dark Horse (1996).

### Död och eftermäle
Shoemaker avled den 12 oktober 2003 av naturliga orsaker i sitt hem i San Marino, Kalifornien. Han var 72 år gammal.
Shoemaker valdes in i National Museum of Racing and Hall of Fame 1958. Han förevigades som en del av en serie porträtt av Andy Warhol i mitten av 1970-talet.